# Planochorus ibericus
Planochorus ibericus là một loài tò vò trong họ Ichneumonidae.